# コモチシダ
コモチシダ（子持ち羊歯、学名: Woodwardia orientalis）とは、シダ植物のひとつである。葉の面に苗が出来ることからこの名がある。

## 特徴
コモチシダは、シダ植物門シシガシラ科コモチシダ属の植物で、常緑性の多年草である。大柄で厚みのある葉をつけるシダである。
根茎は太くて短く、多少横に這い、その表面は大きな鱗片で覆われている。鱗片は長さ3cm程になり、明るい褐色で光沢がある。
葉柄は長さ30-60cm、葉身は30cmから2mに達することもある。葉柄は太くて丈夫で、基部には鱗片が多い。葉身は全体の形は広卵形、粗く二回羽状に裂ける。ほぼ完全に裂けてはいるが、なんとなく互いにつながっているような感じである。それぞれの葉先は少しとがっている。葉質は厚みのある革質で、表面には強いつやがあり、葉全体が表面に向かって反り返り、縁が少し内に巻いたようになる。葉の縁には細かい鋸歯があり、裂片の先端はとがる。

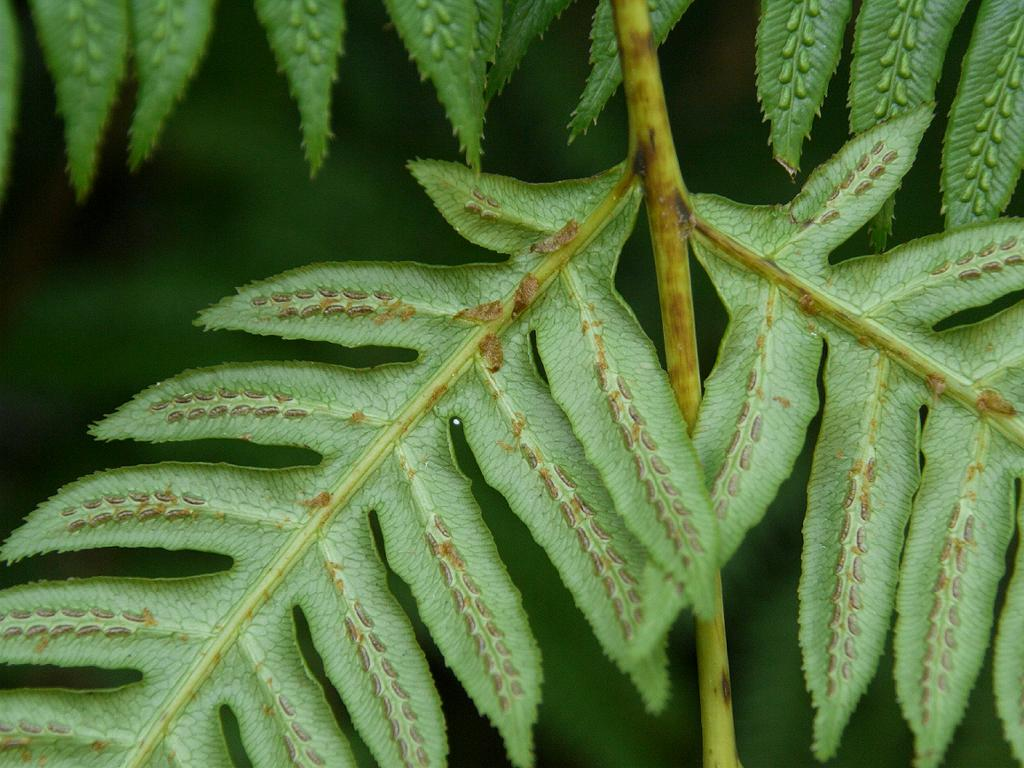
葉の裏側

ソーラス（胞子嚢群）は細長く、それぞれの裂片の主脈に沿い、先端が少し曲がって離れて終わる。
葉が古くなると、その表面のあちこちから無性芽が出て、小さな葉を広げる。子持ち羊歯の名は、この芽を子供に見立てたものである。

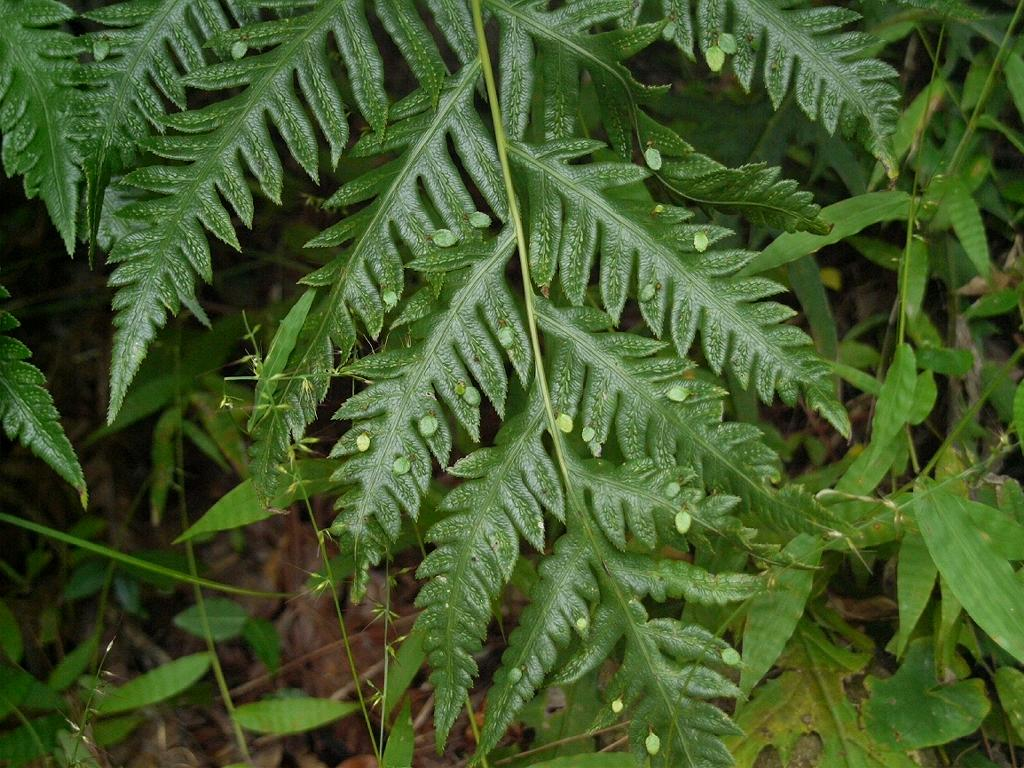
"子供"が出ている様子

## 生育環境など
かなり明るいところによく生育し、海岸線に多い。根元は湿ったところが良いようである。湿った岩の上などにもよく生え、大きな葉を垂れ下がるように伸ばす。
東北地方南部以南の本州から四国、九州、琉球諸島、小笠原諸島に分布し、ヒマラヤから中国、台湾、フィリピンにわたる。

## 近縁種
ハチジョウカグマ（別名: タイワンコモチシダ、学名: Woodwardia prolifera、シノニム: W. o. var. formosana）は、暖地に生育する大型の常緑シダ植物で、本種の変種として扱われることも、別種とされることもある。本州南部以南（千葉県以南・四国・九州南部）に分布し、山地の日当たりの良い崖地に生える。根茎は太くて短く這い、褐色の鱗片に覆われている。葉全体の長さは2メートルを超える1回羽状複葉で、垂れている。葉の羽片は深く切れ込んでおり、羽片の軸まで達するものもあり、2回羽状複葉のようにも見える。コモチシダより一回り大きくなること、新芽が赤みを帯びること、下部の羽片が完全に裂けること、裂片の先端がより長く尖ること、羽片の基部には裂片を欠く場合が多い、葉脈の網目が本種のほうが小さいなどが異なる。両種とも葉面に多くの無性芽をつけている。新芽は食用にでき、芽を覆う鱗片を取り除いて茹でて、お浸しなどにする。